# Grote gestreepte aardvlo
De grote gestreepte aardvlo (Phyllotreta nemorum) is een keversoort uit de familie van de bladkevers (Chrysomelidae). De wetenschappelijke naam van de soort werd in 1758 gepubliceerd door Carl Linnaeus in de tiende editie van Systema naturae. De soort komt talrijk voor in West- en Midden-Europa en is ingevoerd in Australië.

## Beschrijving
De 2,4-3,5 mm  lange kever is geelzwart gestreept. Het lichaam is langwerpig ovaal van vorm. De kevers hebben een zwarte basiskleur met een vage metaalachtig blauwe of groene glans. Op elk dekschild loopt in de lengte een brede, okergele, licht golvende streep. Het donkere tussenveld op het dekschild loopt slechts licht taps toe. De eerste drie geledingen van de antenne zijn lichtbruin gekleurd. De dijbenen van het achterste paar poten zijn verdikt. De tibia en tarsi zijn meestal helemaal lichtbruin van kleur. Dankzij een veermechanisme (de "metafemorale veer") in de sterk ontwikkelde dij van de achterste poten kunnen de kevers, typisch voor de meeste aardvlooien wegspringen bij gevaar. De gele larve is 5-6 mm lang. De kop en de poten van de larve zijn zwart.

## Levenscyclus
Er is één generatie per jaar. De kevers worden op het noordelijk halfrond waargenomen van april tot in oktober. In het voorjaar vreten ze aan de zaadlobben. De eieren worden meestal in mei of juni gelegd. Na ongeveer tien dagen komen de larven uit, mineren in de bladeren van hun waardplanten en hebben ongeveer twee weken nodig voor hun ontwikkeling. De mijnen zijn 6-8 mm breed. De verpopping vindt plaats in de grond. De kevers komen in juli en augustus uit de pop en eten gaten of vensters in de bladeren. In november gaan ze in winterrust in gras, onder bladeren of onder de schors.
In april hervat de volwassene zijn activiteit en legt hij, dan duurt de embryonale ontwikkeling ongeveer tien dagen, dan dringt de larve de bladeren binnen en ontwikkelt zich tussen de twee opperhuid, hij graaft een mijn die uiteindelijk 6 tot 8 mm breed wordt. Daarna verpopt hij zich in de grond. Na de verpopping verschijnen de adulten in juli en augustus. Ze kunnen actief blijven tot november voordat ze een winteropvang vinden.

## Waardplanten
Waardplanten van de grote gestreepte aardvlo zijn verschillende soorten ui de kruisbloemenfamilie, waaronder raapzaad, koolzaad en look-zonder-look (Alliaria petiolata). Reseda-soorten en beekpunge (Veronica beccabunga) worden minder vaak als waardplant gebruikt. De kevers vreten van de bladeren. De vroegste kevers vreten van de zaadlobben.